# ガラード (オーディオメーカー)

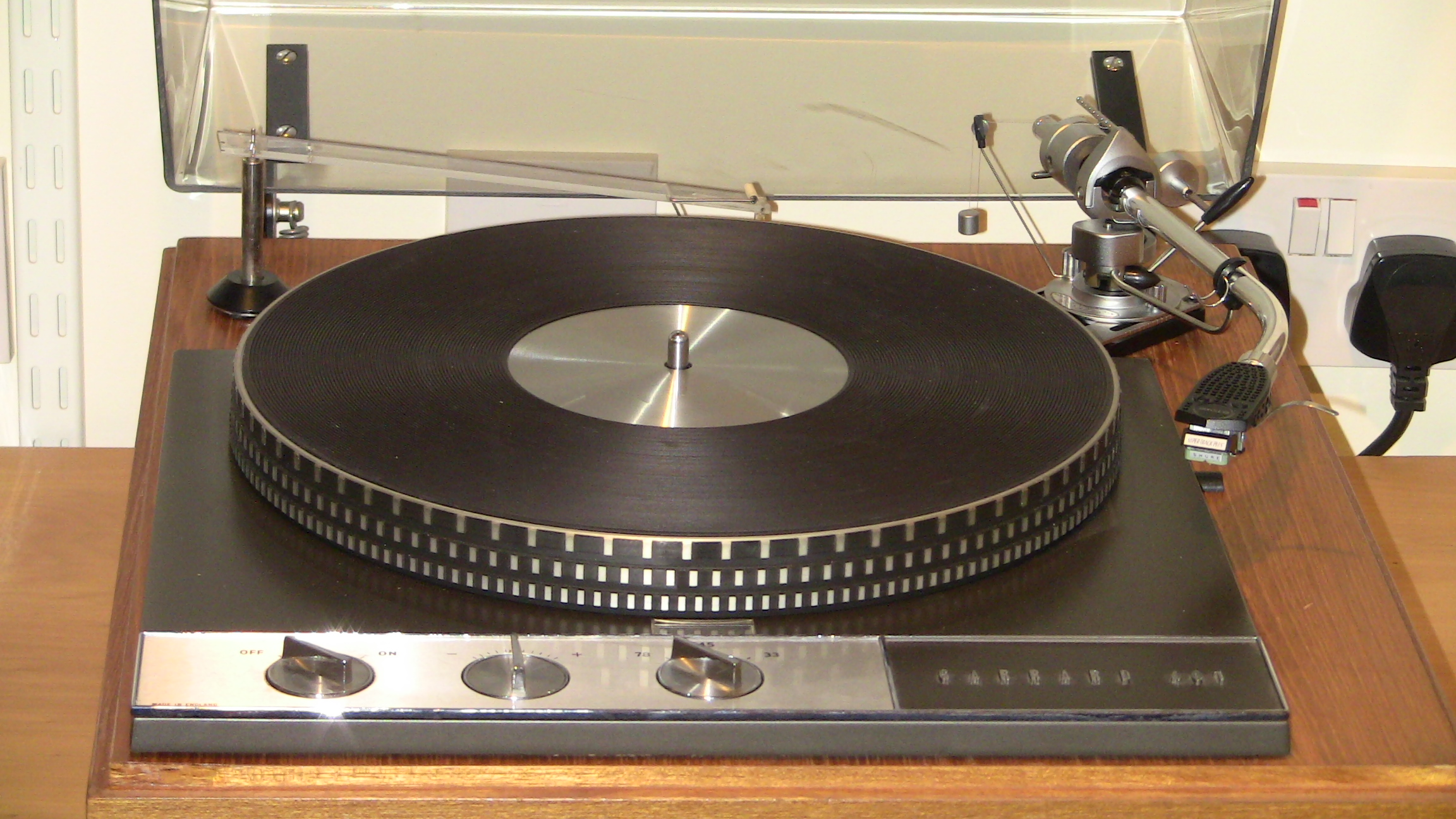
SME3009型トーンアームを装着した401型ターンテーブル

ガラード（Garrard Engineering and Manufacturing Company ）は、宝石商のガラードから分社したオーディオメーカーである。蓄音機のモーターや、レコードプレーヤー用ターンテーブルの分野で301等の銘機を製造している。

## 歴史
- 1914年 - 宝石商のガラードが陸軍用の距離計製造を要請された。
- 1915年 - ロンドン郊外に土地を貸与されて機械製造を始め、会社が設立された。
- 1919年 - スウィンドンに移転した。
- 1926年 - 株式を上場した。
- 1945年 - 宝石商のガラードから独立した。

## 製品の一覧
- 201型（1930年発売） - 業務用ターンテーブル。78rpm用。
- 301型（1954年発売） - 78rpm、45rpm、33 1/3rpm切替式。リムドライブレコードプレーヤーの代表的存在[1][2]。正確無比ではないが音楽性豊かな表現力があり、ガッツあるサウンドが特徴。きちんと整備すればEMT930型をしのぐ音楽性がある[3]。
- 401型（1965年発売） - 301型の外観を近代化したモデル。